# فرودگاه صحرایی کارمن/فریندشیپ
فرودگاه صحرایی کارمن/فریندشیپ (به انگلیسی: Carman/Friendship Field Airport) یک فرودگاه خصوصی است که یک باند فرود چمن دارد و طول باند آن ۷۰۱ متر است. این فرودگاه در کشور کانادا قرار دارد و در ارتفاع ۲۶۹ متری از سطح دریا واقع شده‌است.